# Zimari (wieś w Kraju Ałtajskim)
Zimari (ros. Зимари) – wieś w Rosji, w Kraju Ałtajskim, w rejonie kałmańskim. W 2010 liczyła 775 mieszkańców.